# Pont de Bondy
Le pont de Bondy est un pont routier et ferroviaire. Il est l'un des rares ponts permettant le franchissement du canal de l'Ourcq le long de l'ex-RN3, laquelle, historiquement, reliait la porte de Pantin à Forbach et Sarrebruck. Le pont est situé à la limite des communes de Bondy, Bobigny et Noisy-le-Sec en Seine-Saint-Denis
Le secteur fait l'objet d'un vaste plan de réhabilitation à la suite du déclin des activités industrielles qui s'y développaient autrefois. Le plan, qui s'étend sur les villes de Bondy, Bobigny, Noisy-le-Sec et Romainville, bénéficie du soutien financier de l'Union européenne qui a décidé en 2010 d'injecter dans son aménagement 6,3 millions d'euros du Fonds européen de développement régional (FEDER).

## Situation

### Routière
L'intersection entre l'ex-nationale 3 et l'ex-nationale 186 et la proximité des échangeurs avec l'A3 et l'A86 font du pont de Bondy un endroit où le trafic automobile est très important. À cet endroit, se rencontrent : côté nord : la place Saint-Just, l'avenue Paul-Vaillant-Couturier, l'avenue Édouard-Vaillant ; côté sud : la rue de Paris, l'avenue du Général-Gallieni, la route de Stains, la rue Jules-Guesde et l'avenue de Rosny à Noisy-le-Sec.

### Intermodalité
Le pont est desservi par les lignes 105, 146, 147, 234, 303, 322 du réseau de bus RATP et la ligne 615 du réseau de bus Terres d'Envol, la nuit, par les lignes N12 et N23 du réseau Noctilien. Le pont est aussi desservie le tramway T1, qui dessert le pont par une station éponyme, et sera en correspondance vers 2030 avec la ligne 15 (station Pont de Bondy).

## Historique

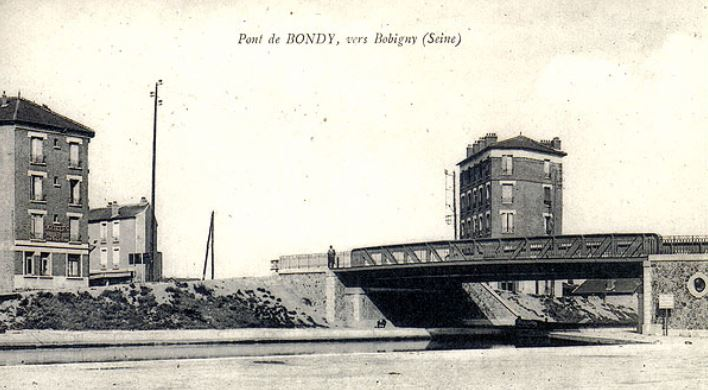
Pont de Bondy, à Bobigny dans les années 1900.

## Projets
La station du T1 devrait être en correspondance avec la ligne 3 du T Zen entre la porte de Pantin et Gargan en 2028, avant l'arrivée de la ligne 15 sera en correspondance en 2030 (station Pont de Bondy). Celle-ci sera conçue par l'architecte italien Silvio d'Ascia et le cabinet Bjarke Ingels Group.
C'est également sur ce site qu'a été édifiée une piscine olympique, qui a accueilli durant les Jeux olympiques de 2024 les entraînements des équipes de water-polo, puis après les Jeux, le club de water-polo de Noisy-le-Sec, avec deux bassins, l'un de 50 mètres et un de 33 mètres, dédié à cette discipline.

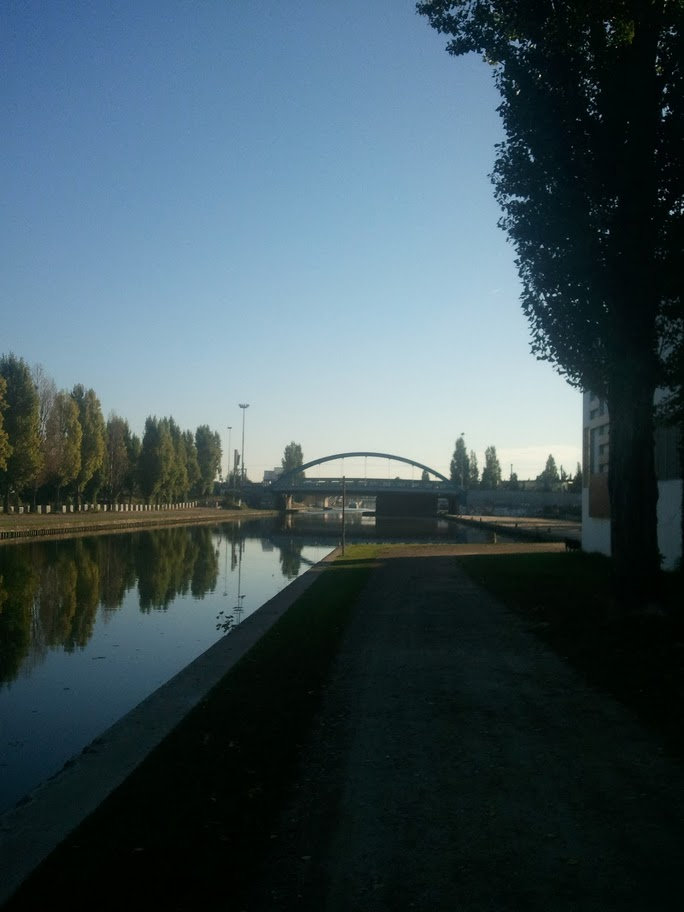
Vue d'ensemble du pont.
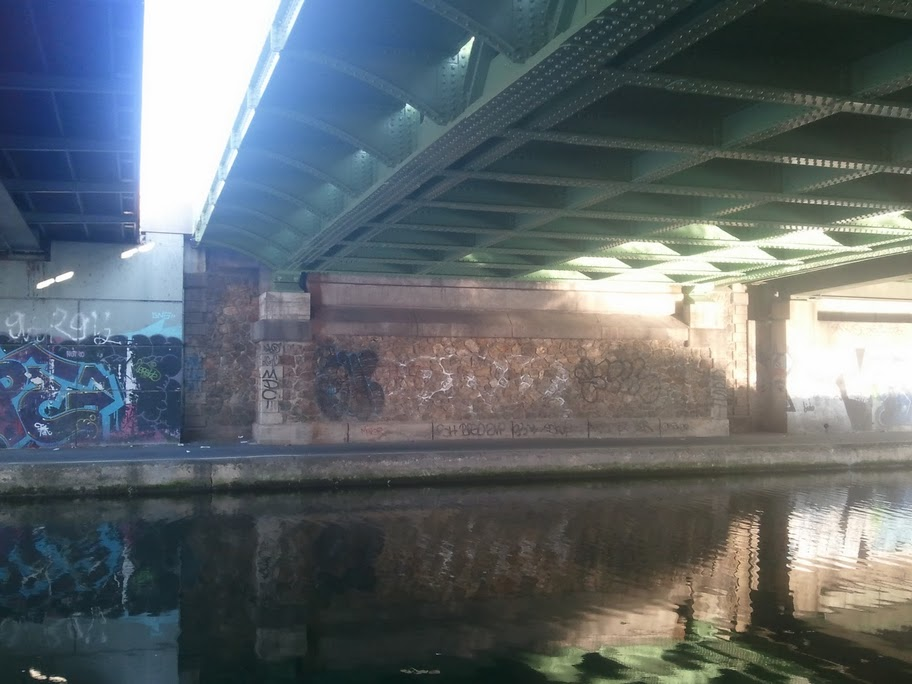
Vue du dessous du pont.
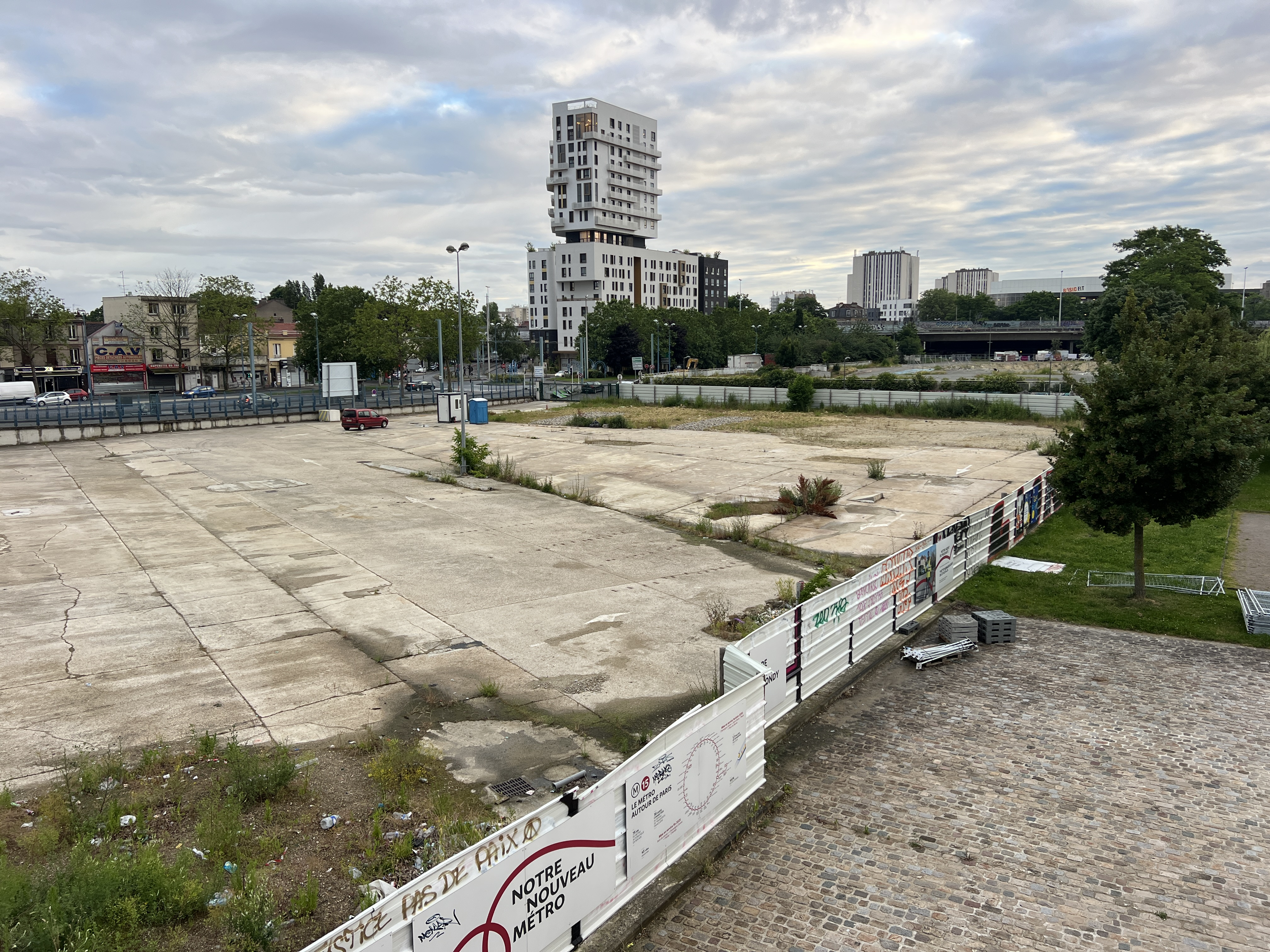
Le site du chantier de la ligne 15 en juin 2024.